# Hartmann Beyer

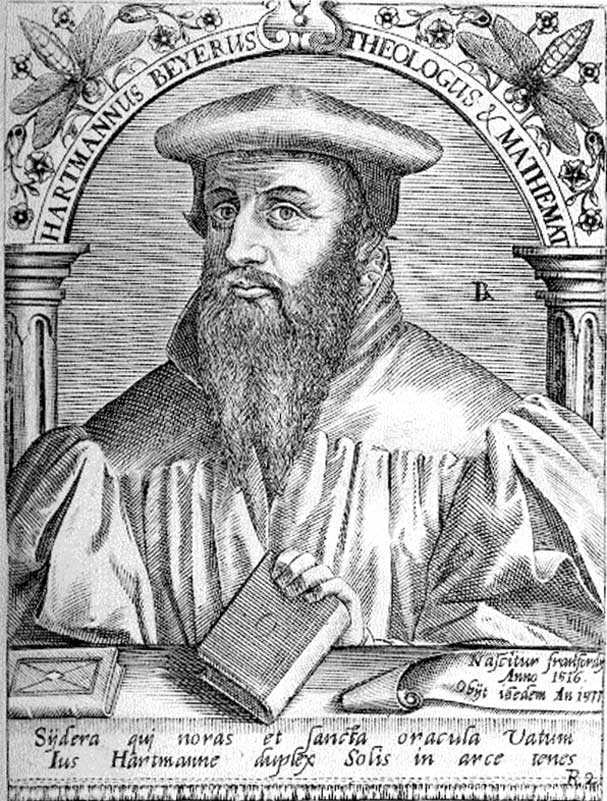
Kupferstich von Hartmann Beyer

Hartmann Beyer, Humanistennamen Bavarus, Cephalus, Epitimius (* 30. September 1516 in Frankfurt-Sachsenhausen; † 11. August 1577 ebenda) war ein deutscher Mathematiker, Theologe und Reformator.

## Leben
Hartmann Beyer wurde als Sohn des aus Büdingen eingewanderten Tuchscherers Wilhelm Beyer und seiner Frau Elisabeth in Frankfurt am Main geboren und besuchte die 1520 gegründete Lateinschule, wo er bei Jakob Micyllus eine gute klassische Bildung genoss. 1534 immatrikulierte er sich an der Universität Wittenberg und erwarb unter dem starken Einfluss Martin Luthers und Philipp Melanchthons 1539 den akademischen Grad eines Magisters.
Nachdem er noch einige Jahre als Privatlehrer für Mathematik in Wittenberg verbracht hatte, wurde er am 11. April 1546 zum Nachfolger von Sebastian Ligarius als Prädikant in seine Vaterstadt berufen. Zunächst predigte er hauptsächlich an der Peterskirche, später an der Barfüßerkirche, die nach 1548 zur evangelischen Hauptkirche wurde.
In Frankfurt hatten von 1525 bis 1535 Prediger gewirkt, die sich zur radikalen Theologie Ulrich Zwinglis bekannten. 1536 hatte der Rat beschlossen, sich dem Schmalkaldischen Bund anzuschließen und war der Wittenberger Konkordie beigetreten. Seitdem versuchte der Rat, durch die Berufung lutherischer Prediger den zwinglianischen Einfluss in der Stadt zurückzudrängen. Beyer war ein leidenschaftlicher und charismatischer Prediger, dem es rasch gelang, die Bürgerschaft im Sinne eines strengen Luthertums zu beeinflussen.
Außenpolitisch war der Rat jedoch nach der Niederlage des Schmalkaldischen Bundes in der Schlacht bei Mühlberg am 24. April 1547 in die Defensive geraten. Um die angedrohten kaiserlichen Repressalien und den Entzug wichtiger Privilegien zu verhindern, sah sich der Rat am 17. Juli 1548 gezwungen, das Augsburger Interim anzuerkennen. Es forderte die Rückgabe von sechs Stifts- und Klosterkirchen, darunter der Bartholomäuskirche, an die Katholiken und die seit 1533 geltende, auf Martin Bucer zurückgehende Kirchenordnung in einigen Punkten an die vom Mainzer Erzbischof erhobenen Forderungen anzupassen. Dazu gehörte vor allem die Wiedereinführung der Feiertage Neujahr, Ostermontag und Himmelfahrt.
Beyer und die anderen lutherischen Prädikanten der Stadt, darunter vor allem Matthias Ritter, widersetzten sich den Interims-Bestimmungen, trotz eines vermittelnden Gutachtens von Philipp Melanchthon vom 29. Januar 1549. Der Rat hielt jedoch an seiner kaisertreuen Linie fest. 1552 im sogenannten Fürstenkrieg wurde die lutherische Stadt durch Truppen der lutherischen Fürsten belagert und durch kaiserliche Truppen verteidigt. Nach dem Passauer Vertrag entspannte sich die außenpolitische Bedrohung der Stadt. Intern eskalierte der Streit der Prädikanten mit dem Rat, in dem Beyer die öffentliche Meinung der Stadt hinter sich wusste, bis hin zu einer kurzen, nach wenigen Tagen zurückgenommenen Suspendierung Beyers im Jahr 1553. Mit dem Augsburger Religionsfrieden von 1555 war das lutherische Bekenntnis endgültig gefestigt.
Bereits seit 1554 waren reformierte Flüchtlinge unter Führung von Valérand Poullain aus England nach Frankfurt gekommen. Der Rat stellte ihnen die Weißfrauenkirche zur Verfügung, gab aber gleichzeitig bei Beyer ein Gutachten in Auftrag, „In was punct und fellen sich die welschen und Engellendische Confession nit vergleiche und übereinstimme“. Beyer wies auf den Dissens in der Abendmahlslehre hin. Darüber hinaus sorgten die Neuankömmlinge für Unruhe unter den ansässigen Handwerkern und Gewerbetreibenden. Zu dem vom Rat angestrebten Vergleich kam es nicht. Um die öffentliche Ordnung und den kirchlichen Frieden in der Stadt zu wahren, wurde daher am 22. April 1561 der reformierte Gottesdienst durch Ratsbeschluss aufgehoben und den Anhängern des reformierten Bekenntnisses der Bau oder die Nutzung eigener Kirchen untersagt. Trotzdem wollte der Rat die Flüchtlinge nicht abweisen, deren Strom zwischen 1567 und 1573 wegen des Terrors des Herzogs von Alba in den spanischen Niederlanden stetig anwuchs. Er stellte fest, „dass man mit solchen elenden und uff’s höchst betrübten und verderbten Leuten so von Haus, Hof und allem ins Elend verjagt, billig christlich Mitleid haben müsse“. Der Rat fürchtete jedoch die Gefahr, die eine weitergehende Begünstigung der reformierten Flüchtlinge für das Verhältnis zum Kaiser und den Frieden in der Bürgerschaft erwarten ließen, und hielt daher an dem einmal eingeschlagenen lutherischen Kurs fest. So etablierte sich unter Hartmann Beyer die lutherische Orthodoxie in Frankfurt. Erst Ende des 18. Jahrhunderts wurden die Beschränkungen für Reformierte und Katholiken aufgehoben.
Hartmann Beyer war der Vater von Johann Hartmann Beyer (1563–1625), Arzt, Mathematiker und Naturforscher in Frankfurt, der 1612 Schöffe und 1614 während des Fettmilch-Aufstandes Älterer Bürgermeister wurde.

## Werke
- Warer Grundt und Beweisung, das die unrecht handeln, die iren Predigern verbieten, das antichristliche Bapstumb zu straffen, Magdeburg 1551;
- Pro ficticio missae sacrificio argumenta erronea sophistarum pontificiorum, ebd. 1551;
- Historienbibel, gedruckt zu Frankfurt am Main bei Christian Egenolff 1583
- Handschriftliche Predigt-Sammlung, 49 Bände (Stadt- und Universitätsbibliothek Frankfurt am Main)